# Kronborg Fyr
Kronborg Fyr er et fyrtårn som er installeret 34 meter over havet i det nordøstlige tårn på Kronborg i Helsingør i Danmark.

## Historie
Beslutningen om at etablere et fyr på Kronborg slot har baggrund i 1768 hvor kommandørkaptajn (senere viceadmiral) Andreas Lous ønskede at gøre besejlingen af Øresund mere sikker. Han foreslog derfor at man byggede to fyr på Nakkehoved ved Gilleleje og et fyr i det nordøstlige tårn på Kronborg slot.
Til forskel fra de to fyr ved Nakkehoved, var fyret i tårnet på slottet allerede færdig til brug i 1770. Den første lyskilde i tårnet bestod af 3-4 olielamper op foran blankpolerede messingplader der reflekterede lyset ud over sundet gennem tårnets 6 vinduer. Alle tre fyr blev tændt for første gang den 1. april 1772 efter en kongelig forordning udstedt 26. december 1771. Samme forordning hævede samtidig fyrafgiften for passage af sundet med 25 procent. Afgiftsstigningen blev ikke godt modtaget af de sejlende og myndighederne forsøgte efterfølgende at gennemtvinge stigningen ved at slukke fyrene igen den 1. december 1772 og ikke tænde dem igen før afgiftsstigningen var accepteret af de søfarende.
Man forventede givetvis at de slukkede fyr hurtigt ville få de sejlende til at makke ret, men de tre fyr blev først blive tændt igen i 1800 efter Poul Vendelbo Løvenørn fremlagde en betænkning den 2. marts 1798. Denne betænkning udtrykte et ønske om at tænde de tre fyr igen for at øge sikkerheden i sundet. De tre fyr var alle i ganske dårlig stand efter at have stået ubrugte hen i 28 år og et større renovations- og opgraderingsarbejde måtte udføres for at gøre fyrene klar til brug igen. På Kronborg måtte man erstatte den øverste del af tårnet og man udskiftede samtidig olielamperne med en gasdrevet lanterne og messingpladen med et spejlsystem. I 1842 var fyret det første fyr i Danmark som blev opgraderet med et nyt fresnellinsesystem, som i 1878 igen blev udskiftet med en ny roterende linse med forskellige farvede lys så fyret lyste skiftevist rødt og hvidt. I 1925 blev Kronborg Fyr ombygget til at vinkelfyr, hvorved navigationssikkerheden blev øget betragteligt da skibe nu kunne bruge fyrets forskelligfarvede lysvinkler til at forblive i den sikre sejlrende. Lyskilden blev samtidig udskiftet til en elektrisk glødelampe. Den nye teknik betød samtidig at man øgede fyrets lysstyrke til 14.679 candela.
- Kronborg set fra nordøst
- Fyret set fra kanontårnet